# (11950) Morellet
(11950) Morellet est un astéroïde de la ceinture principale.

## Description
(11950) Morellet est un astéroïde de la ceinture principale. Il fut découvert le 19 septembre 1993 à Caussols par Eric Walter Elst. Il présente une orbite caractérisée par un demi-grand axe de 3,21 UA, une excentricité de 0,14 et une inclinaison de 1,9° par rapport à l'écliptique.

## Compléments